# سیارک ۳۰۴۹
سیارک ۳۰۴۹ (به انگلیسی: 3049 Kuzbass، نامگذاری:1968FH) سه هزار و چهل و نهمین سیارک کشف شده‌است که در ۲۸ مارس ۱۹۶۸ کشف شد.
قدر مطلق سیارک برابر ۱۱٫۶۰ است.